# Betet (Kepoh Baru)
Betet is een bestuurslaag in het regentschap Bojonegoro van de provincie Oost-Java, Indonesië. Betet telt 1363 inwoners (volkstelling 2010).